# Departamento de Humahuaca

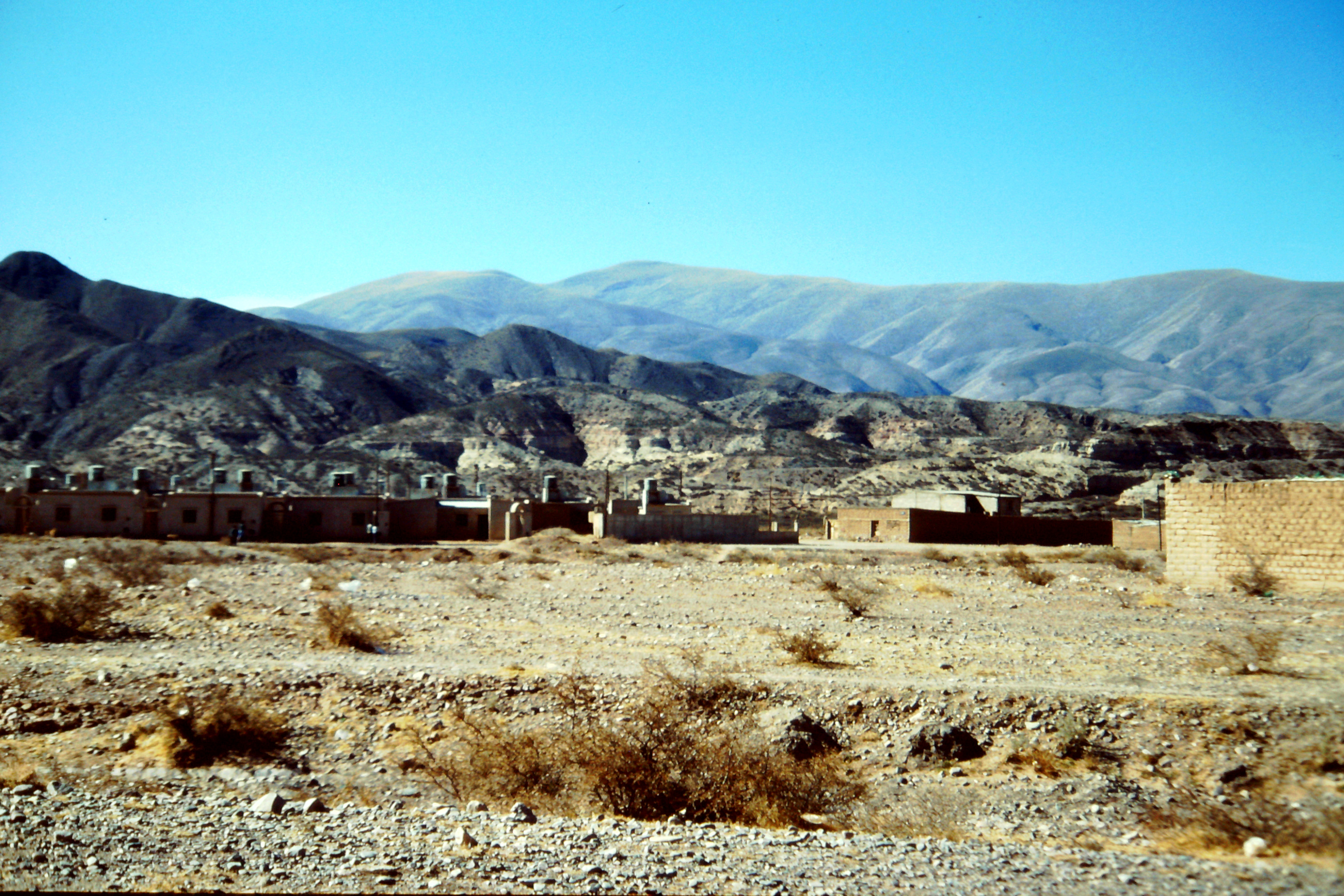
Localidad de Humahuaca

Humahuaca es un departamento de la provincia de Jujuy (Argentina). Parte de la Quebrada de Humahuaca se extiende a lo largo del departamento.

## Superficie, límites y accesos
El departamento tiene una superficie de 3792 km², lo que al año 2010 determina una densidad de 4.6 hab/km².

Limita al este con la provincia de Salta, al oeste con el departamento Cochinoca y al sur con los departamentos de Tumbaya, Tilcara y Valle Grande.

La principal vía de acceso al departamento es la RN 9.

## Toponimia
Según una versión, su nombre proviene del grupo de comunidades llamadas en conjunto omaguacas, habitantes del lugar desde épocas prehispánicas. 

Otra versión hace referencia a una antigua leyenda según la cual el nombre significa en Quechua "cabeza que llora".

## Población
Contó con 17 366 habitantes (Indec, 2010), lo que representó un leve incremento del 3.58 % frente a los 16 765 habitantes (Indec, 2001) del censo anterior.
Para el censo 2022 el departamento registró 20 914 habitantes. Esto representó un aumento en la cantidad de personas del 20.15%, similar al crecimiento poblacional provincial.Estos datos le valieron ser el séptimo departamento en población de la provincia.
| Gráfica de evolución demográfica de Departamento Humahuaca entre 1991 y 2022 |
|                                                                              |
| Fuente: censos nacionales del INDEC                                          |

## Localidades y parajes
Según datos correspondientes al censo del año 2010, la mayor parte de la población se concentra en localidades, varias de ellas muy pequeñas y solo dos de más de 2 000 habitantes.
- Coctaca	(141 hab.)
- El Aguilar (2.264 hab.)
- Humahuaca	(10.256 hab.)
- Iturbe (456 hab.)
- Tres Cruces (376 hab.)
- Uquía (508 hab.)

Parajes
En el departamento existen una serie de parajes o caseríos aislados, algunos de ellos deshabitados.
- Chucalezna
- Chorcán
- Aparzo
- Palca de Aparzo
- Ocumazo
- Varas
- Hornaditas
- Calete
- Cianzo
- Pueblo Viejo
- Coraya
- El Portillo
- Rodero
- Chaupi Rodero
- Casillas
- Muyuyoc
- Las Cuevas
- Vizcarra
- Vicuñayoc
- Pisungo
- Yacoraite
- Azul Pampa
- Valiazo

## Salud y educación
El departamento cuenta con 31 centros de salud, la mayoría de ellos dedicados a la atención primaria, distribuidos entre las distintas localidades.
Según datos oficiales, en el año 2011 el departamento contaba con un total de 80 establecimientos educativos, en su totalidad de gestión pública, que atienden los requerimientos de niños y jóvenes desde el jardín maternal hasta la etapa posterior al nivel secundario. En el departamento de Humahuca existe una comunidad llamada Cianzo, ubicada a 63km de la capital del mencionado departamento. En ella encontramos una sede local perteneciente a la Escuela Secundaria Rural N.º 2 Mediadas por TIC.

## Actividades económicas
Los recursos económicos del departamento derivan de la actividad agrícola, principalmente el cultivo de frutas y hortalizas, la ganadería caprina y ovina y el turismo.

Las actividades vinculadas al turismo se incrementaron a partir del año 2003, cuando la zona de la quebrada de Humahuaca fue declarada Patrimonio de la Humanidad. Paralelamente, también se incrementó la producción de artesanías, especialmente tejidos.

## Sismicidad
La sismicidad del área de Jujuy es frecuente y de intensidad baja, y un silencio sísmico de terremotos medios a graves cada 40 años.
- Sismo de 1863: aunque dicha actividad geológica catastrófica, ocurre desde épocas prehistóricas, el terremoto del 4 de enero de 1863 (162 años),[19] señaló un hito importante dentro de la historia de eventos sísmicos jujeños, con 6.4 Richter.[18]
- Sismo de 1948: el 25 de agosto de 1948 (76 años) con 7.0 Richter, el cual destruyó edificaciones y abrió numerosas grietas en inmensas zonas[19][18]
- Sismo de 2011: el 6 de octubre de 2011 (13 años) con 6.2 Richter, produjo rotura de vidrios y mampostería.[18]